# Scymnus uncus
Scymnus uncus är en skalbaggsart som beskrevs av Wingo 1952. Scymnus uncus ingår i släktet Scymnus och familjen nyckelpigor. Inga underarter finns listade i Catalogue of Life.